# Ermita nueva de San Vicente Ferrer (Agullent)
La ermita nueva de San Vicente Ferrer es una ermita situada en el camino del Calvario, en el municipio de Agullent. Es Bien de Relevancia Local con identificador número 46.24.004-005.

## Historia
Hay en Agullent dos ermitas dedicadas a San Vicente Ferrer, conocidas como La Vella y La Nova. Ambas se encuentran próximas entre sí, separadas por un corto camino que alberga el Vía Crucis. La ermita nueva (nova) se empezó a edificar el 20 de octubre de 1745, sobre las ruinas de otra anterior que había sido destruida poco antes por un terremoto. En 1992 fue objeto de una restauración en su interior.

## Descripción
Se trata de un edificio de buen tamaño que tiene anexa una casa de ejercicios espirituales. Delante tiene un porche con tejado a una pendiente. Dicho porche presenta un arco lateral y cuatro frontales, de los que uno sirve de acceso. El edificio en sí es de una sola nave, rectangular y alargada. Está cubierta por una bóveda con lunetos, cruzada por arcos fajones apoyados sobre pilastras con cornisa. Entre las pilastras se abren las cuatro capillas laterales bajo arquivoltas. El conjunto de nave y capillas laterales está decorado con pinturas barrocas.
El presbiterio tiene bóveda de cascarón y alberga un retablo barroco de madera dorada. En el cuerpo central de este retablo se encuentra la tabla Lo Post, y a sus lados pinturas de José Segrelles de 1946 de José Segrelles que representan el milagro de la lámpara, que pende junto al altar. Se conservan también antiguos cuadros y piezas de imaginería, entre las que destaca un Cristo Crucificado policromado del siglo XV.